# Elisabeth af Bosnien
Elisabet af Bosnien eller Elisabet den bosniakiske (bosnisk: Elisabeta Kotromanić, ungarsk: Kotromanić Erzsébet, polsk: Elżbieta Bośniaczka) (født 1339, død 16. januar 1387). Hun var dronning af Polen 1370-1382 og Ungarn 1353-1382, gift med kong Ludvig 1. af Ungarn og Polen. Hun var datter af ban Stefan II af Bosnien og Elisabet af Kujavien. Elisabet var Ungarns regent som formynder for sin datter, dronning Marie af Ungarn, fra 1382 til 1386 og desuden mor til Hedvig af Polen.

## Biografi

### Baggrund
Elisabet var oldebarn af den polske konge Vladislav I Lokietek, og dermed i slægt med Ungarns kongemoder Elisabeth af Polen. I 1350 indbudtes hun til Ungarn af Ludvig 1.s mor, og tre år senere arrangeredes hendes ægteskab med kong Ludvig. Vielsen fandt sted i Budapest 20. juni 1353. På grund af parrets slægtskab overvejede kirken først at bandlyse dem, men de tilkendtes snart en dispensation. Elisabet levede frem til 1370 i skyggen af sin svigermor. Hun syntes ikke at have haft sit eget hof, men delte hofdamer med sin svigermor, og eftersom hun ikke blev gravid, troede man hun var steril, hvilket medførte en presset situation for hende. I 1370 fødte hun imidlertid sit første barn, Katarina (død 1378), som udråbtes til tronarving, efterfulgt af yderligere to døtre, Maria og Hedvig. I 1370 blev hendes ægtemand konge af sin mors hjemland Polen, og han udnævnte sin mor til regent i Polen, hvilket gjorde Elisabet til den eneste dronning i Ungarn og sikrede hende en bedre stilling. Hun blev dog aldrig kronet som dronning i hverken Ungarn eller Polen.

### Regent
Ved sin mands død i 1382 blev hendes ældste levende datter Marie Ungarns monark. Elisabet blev i egenskab af hendes formynder Ungarns regent frem til sin datters myndighedsdag, assisteret af Nikolas I Garay. Det var meningen, at Maria oså skulle efterfølge faderen i Polen, men polakkerne ønskede at afslutte personalunionen med Ungarn og bad i stedet om at få Marias yngre søster Hedvig til monark. Elisabet førte forhandlingerne. Hun sendte Hedvig til Polen i 1384, og som sin datters formynder deltog hun senere i skabelsen af ægteskabsunionen mellem Polen og Litauen (1386).
Elisabet stod overfor flere oprør i sin tid som Ungarns regent og var udsat for pres fra en slagkraftig opposition. Der var udbredt misfornøjelse med det centraliserede styre hendes ægtemand havde grundlagt og med Marias forlovelse med Sigismund af Luxemburg, som gennem ægteskabet ville blive hendes medregent. Ungarn stod overfor invasionstrusler fra både Sigismund, som ville invadere landet og hurtigt gifte sig med Marie og blive medregent, og fra Maries slægtning Karl af Durazzo, konge av Neapel, som ville invadere landet og afsætte Marie for at blive eneregent. For at blive begge trusler kvit indledte Elisabet forhandlinger om en trolovelse mellem Marie og en søn af kongen af Frankrig, for derigennem at få Frankrigs støtte (1384).
Men på denne tid var der paveskisma, og den pave som godkendte den franske trolovelse var ikke den samme pave som anerkendtes i Ungarn. Den franske trolovelse godkendtes derfor ikke af ungarerne. I 1385 invaderede Sigismund derfor Ungarn og giftede sig med Marie og blev Ungarns medregent trods Elisabets protester. Da Sigismund var rejst tillbage til Bøhmen invaderedes Ungarn af Karl af Durazzo, som afsatte Marie og tvang Elisabet og Marie at deltage i hans kroning til Ungarns konge. Elisabet spillede venlig, indbød ham til sit palads og lod ham myrde i datterens nærvær (1386). Kroatien, som dengang tilhørte Ungarn, gjorde da oprør til fordel for Karls søn Ladislaus. Elisabet rejste dertil for at slå oprøret ned sammen med Marie, men de blev taget til fange af fjenden. Ladislaus mor, Margrethe - som var hans formynder og Kroatiens regent - krævede, at Elisabet skulle henrettes som hævn for mordet på Karl, og Elisabet blev derfor henrettet.